# Pedro de Aragão
Pedro de Aragão (c. 1270 - Tordehumos - 30 de agosto de 1296) foi Vice-rei da Catalunha e Infante de Aragão. Exerceu o vice-reinado da Catalunha de 1285 a 1296 durante o reinado de Afonso III de Aragão e depois, durante o reinado de Pedro IV de Aragão até 1355. Foi filho de Pedro III rei de Aragão (1239 - 1285) e de Constança de Hohenstaufen.[carece de fontes?]